# Alejandro Quiroz
Alejandro Quiroz Gálvez (* 9. August 1920 in Mexiko-Stadt; † 10. Januar 2022) war ein mexikanischer Moderner Fünfkämpfer.
Alejandro Quiroz war in seiner Jugend in zahlreichen Sportarten aktiv. Er spezialisierte sich auf den Modernen Fünfkampf und konnte seine Fähigkeiten während des Besuchs der Militärschule in den 1940er Jahren verbessern. Bei den Olympischen Sommerspielen 1948 in London belegte er den 33. Rang von 45 Teilnehmern.
1951 wurde er mexikanischer Meister und nahm an der ersten Ausgabe der Panamerikanischen Spiele teil. Ende der 1950er Jahre begleitete Quiroz, der gelernter Chirurg war, die mexikanische Delegationen als Mannschaftsarzt bei verschiedenen Wettkämpfen.
Alejandro Quiroz starb am 10. Januar 2022 im Alter von 101 Jahren. 